# António I del Congo
António I (São Salvador, 1617 - Ambuíla, 29 de octubre de 1665), llamado también Nvita a Nkanga fue un manicongo (rey) del Reino del Congo, que gobernó de 1661 a 1665. Murió a manos del ejército colonial portugués durante la Batalla de Ambuíla.

## Biografía
António I sucedió en el trono al rey Garcia II y continuó con la política iniciada por su predecesor de resistencia al dominio portugués en la región.
Para poder hacer frente a los portugueses, buscó el apoyo de los Países Bajos y de España, sin conseguirlo. Las relaciones con Portugal se fueron haciendo cada vez más tensas, hasta que una disputa en torno a la sucesión de poder en el pequeño Reino de Mbwila, condujo a la Batalla de Ambuíla (29 de octubre de 1665), en la cual, contando apenas con sus propias fuerzas, los congoleños sufrieron una derrota estrepitosa. 
Al término de la misma António I fue capturado por los portugueses, muriendo al poco decapitado a manos de sus captores.